# De wasvrouw
De wasvrouw (Frans: La Blanchisseuse) is een schilderij van de Franse kunstschilder Henri de Toulouse-Lautrec, geschilderd in 1884, olieverf op doek, 93 x 75 centimeter groot. Het beeldt de roodharige Carmen Gaudin af, een wasvrouw uit Montmartre die in de jaren 1880 regelmatig voor hem zou poseren. Het schilderij bevindt zich thans in een privécollectie.

## Carmen Gaudin
Carmen Gaudin was medio jaren 1880 een jonge vrouw die werkte in een waslokaal op Montmartre, vlak bij de Rue Ganneron waar Toulouse-Lautrec zijn atelier had. Vaak boden vrouwen als zij ook hun seksuele diensten aan tegen vergoeding, als bijverdienste, zonder dat ze echte prostituees genoemd konden worden.
Toulouse-Lautrec zag Carmen Gaudin voor het eerst in 1884 bij de uitgang van een Parijs' restaurant, samen met zijn vrienden schilder Henri Rachou en fotograaf François Gauzi. Hij werd direct door haar gefascineerd. Gauzi herinnerde zich later: "Een eenvoudig, als arbeidster gekleed meisje, maar met prachtig koperkleurige haren, die meteen de levendige interesse opwekte van Lautrec". Eerst zou Lautrec nog een badinerende opmerking hebben gemaakt ("wat doet dat meisje me denken aan rottend vlees"), maar hij bleef haar volgen met zijn ogen en zou al snel uitroepen: "wat een knap meisje, en wat een mooie kleur haar, het zou fantastisch zijn haar als model te hebben". Vervolgens zou Gaudin, aldus Gauzi, na bemiddeling door Rachou, inderdaad vele malen voor Toulouse-Lautrec model staan. Ze poseerde in die periode overigens ook voor andere kunstschilders als Alfred Stevens en Fernand Cormon.
Niet geheel duidelijk is in welke verhouding Lautrec en Gaudin tot elkaar stonden. Vanaf 1889 verloor Lautrec hoe dan ook zijn belangstelling in haar, volgens Gauzi omdat ze haar haren bruin had laten verven. Over haar latere leven is weinig bekend. Ze overleed in 1920, mogelijk aan de gevolgen van de Spaanse griep.

## Afbeelding

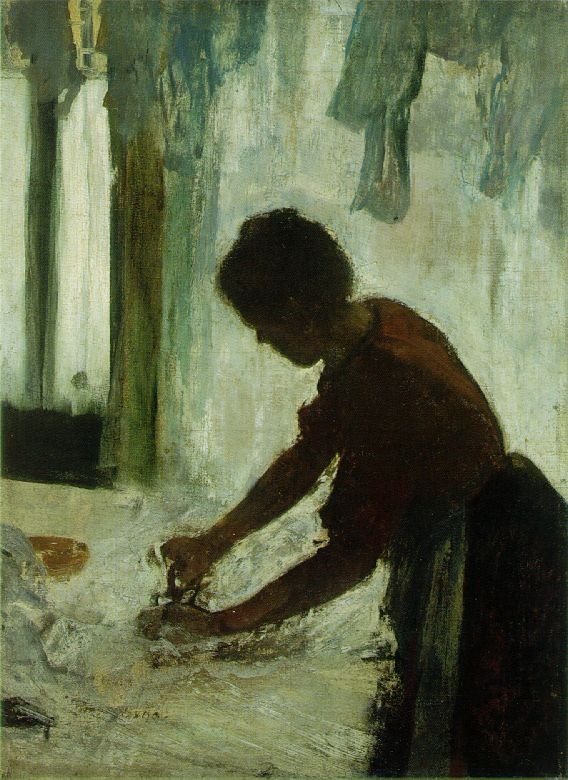
Degas' Wasvrouw, 1874.

Lautrecs portretten van Gaudin vormen een aparte categorie binnen zijn oeuvre, vooral vanwege hun voor zijn doen opvallend sobere opzet. Met veel gevoel voor psychologie beeldt hij het verlegen meisje veelal af met gebogen hoofd, de blik enigszins verborgen achter haar haardos. Haar houding toont vaak iets onderdanigs, waardoorheen een soort van onwillige vrouwelijkheid schemert.
De wasvrouw wijkt enigszins af van Lautrecs andere portretten van Gaudin, in de zin dat de aandacht voor haar karakter enigszins verruild wordt door een nadruk op sfeer: het toont de schrijnende realiteit van een jonge vrouw, mooi, dromend van een gelukkige toekomst, maar vooralsnog ingekapseld in het urenlange eentonige werk in een waslokaal, amper genoeg verdienend voor een minimaal bestaan.
Het werk doet denken aan enkele schilderijen van Edgar Degas (Wasvrouw uit 1874, De strijksters uit 1884), voor wie Lautrec veel bewondering had. Aanvankelijk zou Lautrec van plan zijn geweest Gaudin in deze pose als naakt weer te geven, in een academische traditie, maar zijn zoektocht naar een meer persoonlijke stijl, met aandacht voor het individu, deed hem besluiten haar gekleed weer te geven, in haar dagelijkse omgeving.
Bijzonder is het lage gezichtspunt van de schilder, zoals Lautrec vaker koos voor ongewone invalshoeken. In dezelfde periode schilderde hij ook nog een portret van Gaudin en profil, sterk overeenkomstig zijn afbeelding in De wasvrouw, maar met een sterke focus op haar gezicht, met meer aandacht voor haar gelaatstrekken, tegen een abstracte structuur op de achtergrond.

## Historie
Na Lautrecs dood in 1901 kwam De wasvrouw in bezit van zijn vriend Maurice Joyant. Later was het lange tijd eigendom van de kunsthistorica Madeleine Dortu, die diverse boeken en publicaties over Lautrec schreef. Van 1970 tot 2005 behoorde het tot de collectie van de Amerikaanse kunstverzamelaars Bette en Neison Harris, die meerdere werken van Lautrec in bezit hadden. In 2005 werd het geveild bij Christie's in New York voor een bedrag van 22,4 miljoen dollar, nog steeds een record voor een schilderij van Lautrec. De huidige eigenaar is onbekend.

## Andere portretten van Carmen Gaudin

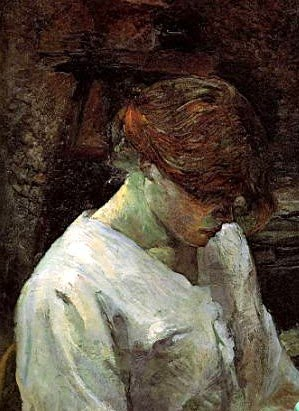
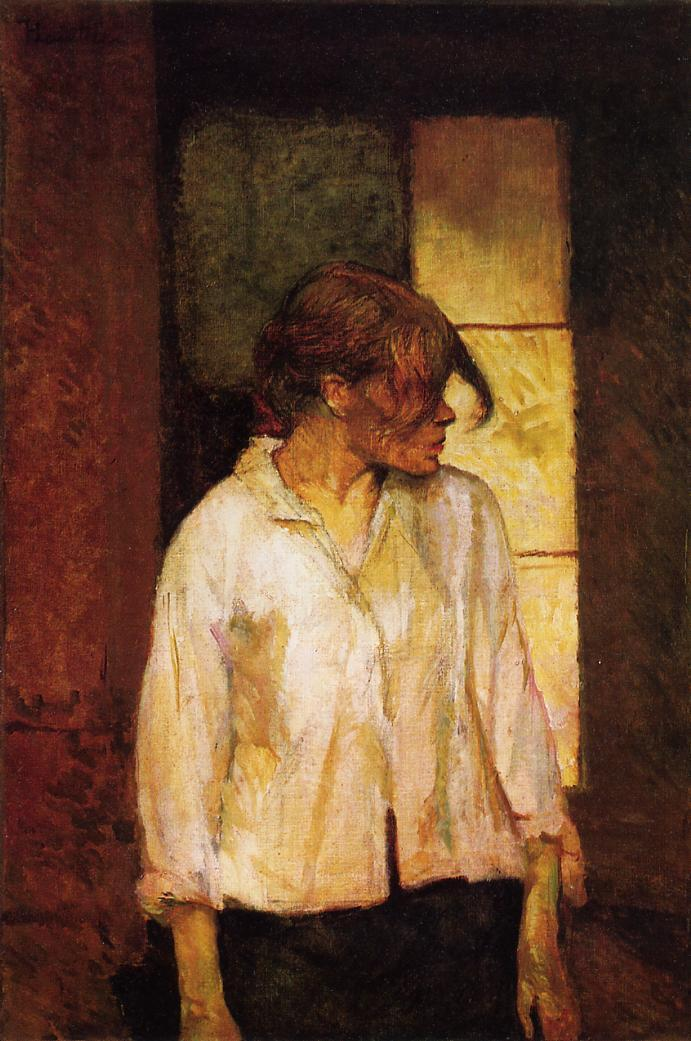
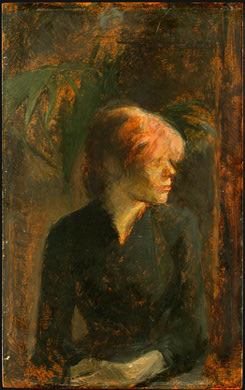
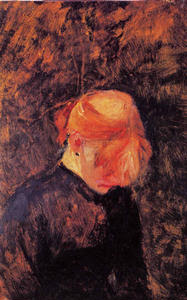
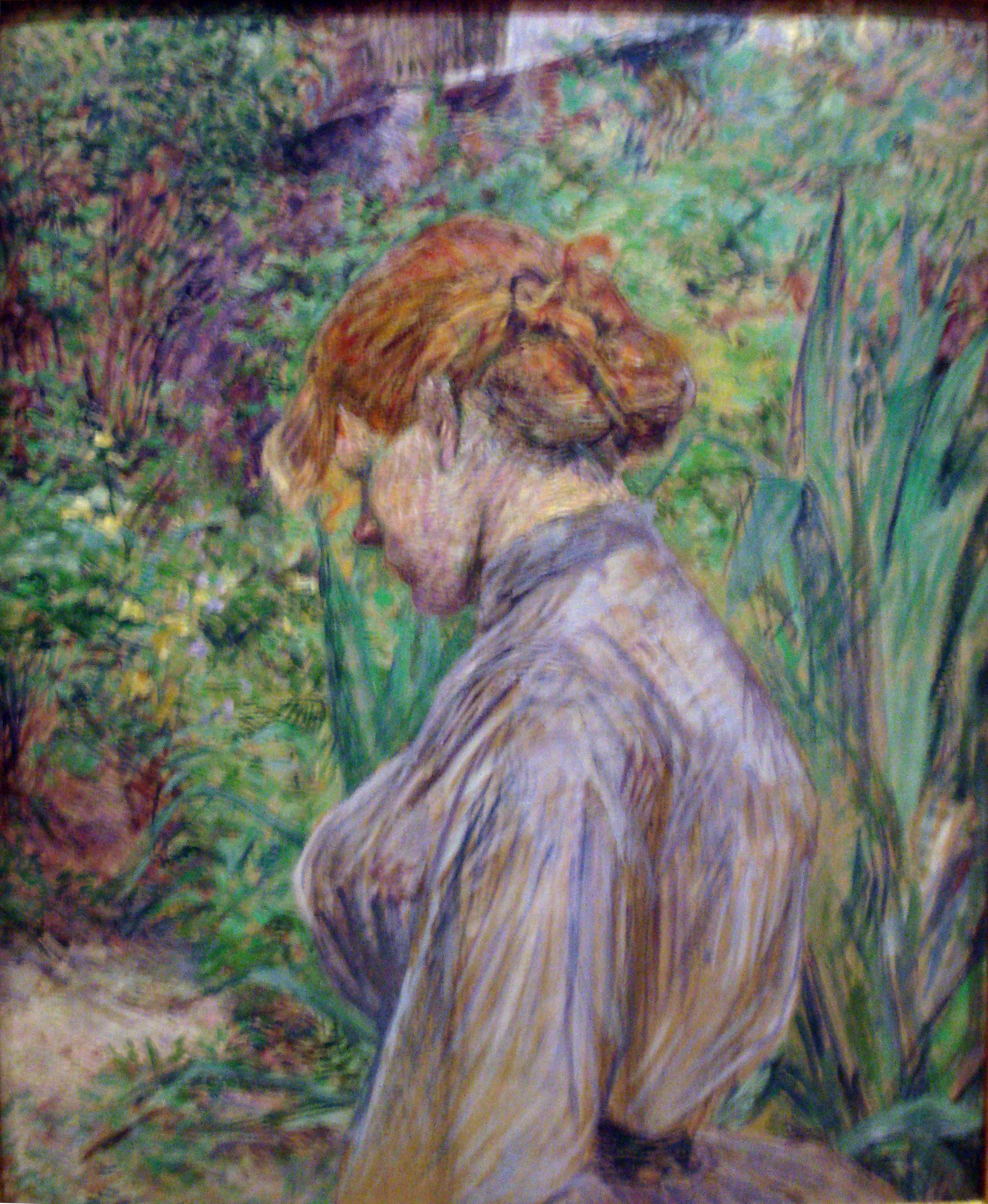
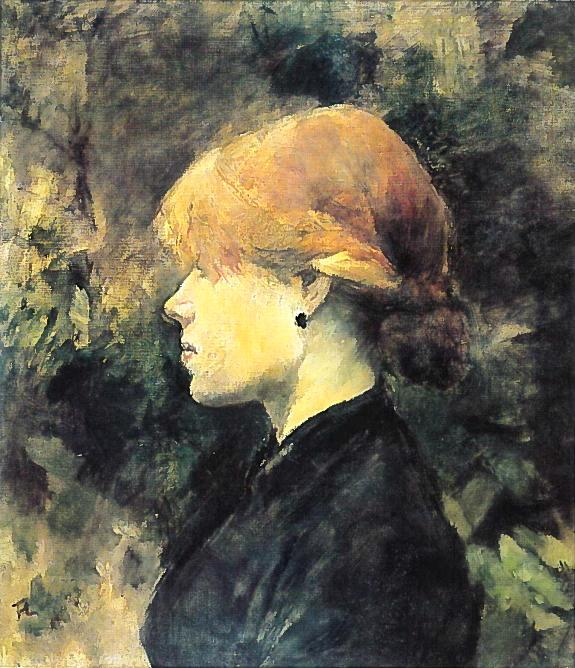
Het gelijktijdige portret van Gaudin 'en profil'.